# Microchlamys patella
Microchlamys patella is een soort in de taxonomische indeling van de Amoebozoa. Deze micro-organismen hebben geen vaste vorm en hebben schijnvoetjes. Met deze schijnvoetjes kunnen ze voortbewegen en zich voeden. Het organisme komt uit het geslacht Microchlamys en behoort tot de familie Microchlamyiidae. Microchlamys patella werd in 1911 ontdekt door Cockerell.